# Siemens (товарный знак)
Siemens — основной товарный знак компании Siemens AG. Также используется и использовалась некоторыми дочерними компаниями Siemens AG и лицензиатами. По данным компании Millward Brown, стоимость бренда Siemens в 2008 году составила 14,665 млрд долларов США.

## История товарного знака

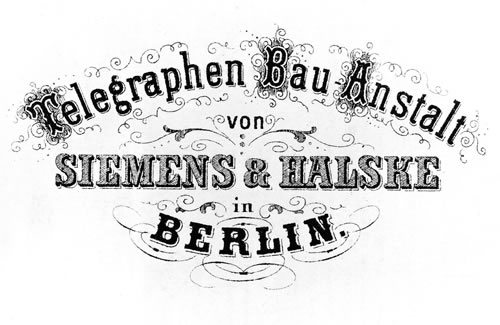
Логотип Telegraphenbauanstalt Siemens & Halske

В 1847 году немецкие изобретатели Вернер Сименс и Иоганн Гальске, создают компанию Telegraphen-Bauanstalt Siemens & Halske, официально приступившую к работе 12 октября 1847 и занимавшуюся кроме электротелеграфии широким кругом работ в области точной механики и оптики, а также созданием электромедицинских аппаратов. Компания была названа в честь своих основателей.
В 1899 году логотипом компании Siemens & Halske AG становится монограмма из латинских букв S и H.

Рекламный плакат с изображением автомобилей Protos производства компании Siemens-Schuckertwerke. Надпись, информирующая о производителе, существенно меньше надписи торговой марки Protos

В то же время не все компании, аффилированные с Siemens & Halske AG (S&H) и Siemens-Schuckertwerke (SSW), выпускали продукцию под логотипом Siemens. Приобретённая в 1908 году компания Protos Automobile GmbH выпускала автомобили под торговой маркой Protos. Марка была популярна, и SSW даже начала производство бытовой техники под логотипом Protos.
В 1925 году к монограмме из латинских букв S и H, бывших эмблемой компании, добавляется окружность, очерчивающая монограмму. В 1927 году происходит новая смена логотипа — под окружностью с монограммой добавляется собственно надпись SIEMENS, заключённая вместе с окружностью с монограммой в пятиугольник. Такой же логотип использует и компания SSW. Однако, например, для бытовой техники PROTOS, производившейся компанией SSW, использовался пятиугольник с монограммой из двух букв S компании SSW, но вместо надписи SIEMENS была надпись PROTOS.

Компании, входящие в «Дом Сименса», использовали в качестве основы своего логотипа бренд Siemens. Логотип компании Siemens-Planiawerke AG

В 1935 году компания создаёт центральный департамент рекламы, занимающийся маркетингом и рекламной деятельностью компании. Его возглавил Ганс Домицлафф, видный немецкий маркетолог и дизайнер, создавший популярные в то время бренды сигарет «R6» и «Ernte 23». В ходе ребрендинга компании им был серьёзно изменён логотип — произошёл отказ от пятиугольника и круга, теперь логотипы компаний, входящих в «Дом Сименса» представляли собой монограмму из двух начальных букв названия (SS, SH, SP и т. п.) и надписи Siemens, символизирующей единство «Дома Сименса». Ещё одним важным достижением Домицлаффа стал постепенный отказ от бренда Protos для бытовой техники в пользу Siemens. (Домицлафф испытывал большое уважение к основателю компании Вернеру фон Сименсу.)
В 1966 году компании Siemens & Halske AG, Siemens-Schukertwerke AG и Siemens-Reinigerwerke AG объединяются в Siemens AG — начинается унификация брендов.

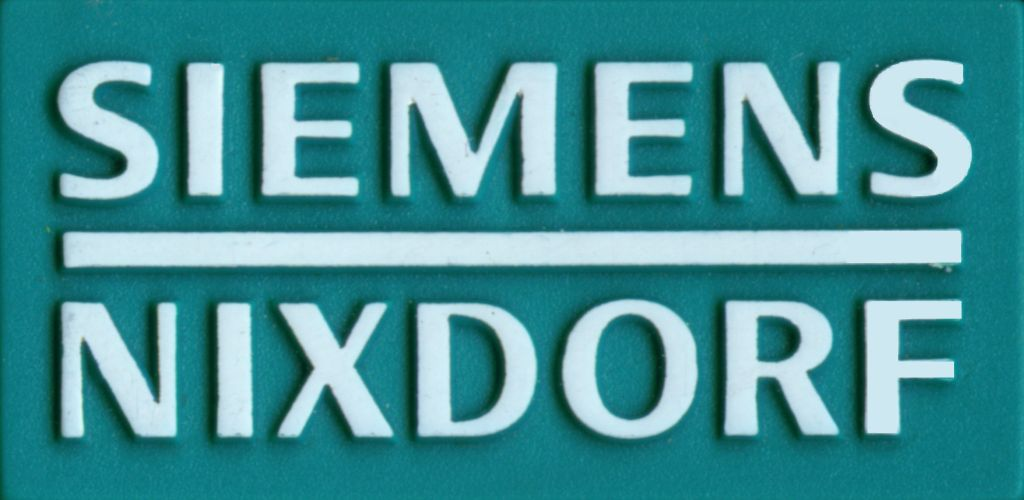
Логотип SNI

В 1967 году концерн Siemens AG совместно с Robert Bosch GmbH основывает компанию по производству бытовой техники Bosch und Siemens Hausgeräte GmbH, которая от родительских компаний получает право на использование их логотипов для выпускаемой бытовой техники.
В 1990 году Siemens объединяет своё подразделение Data and Information Systems Group, занимающееся компьютерными системами и новоприобретённую компанию Nixdorf Computer AG в дочернюю компанию Siemens Nixdorf Informationssysteme AG (SNI). В её логотипе использовались бренды обеих компаний.
Не все приобретаемые или создаваемые компании использовали товарный знак Siemens, так, компания Siemens VDO Automotive AG применяла для некоторых линеек потребительской электроники только товарный знак VDO Daytona. Планировалось также создание отдельного бренда для производства мобильных телефонов, однако эти планы практически не были реализованы.

## Товарный знак в настоящее время
Компания рассматривает себя как «Дом с именем», а не «Дом имён», в противовес компаниям, использующим различные торговые марки для своей продукции. В настоящее время логотип представляет собой надпись SIEMENS заглавными буквами с использованием специального шрифта. Обычно используется бирюзовый или чёрный цвет шрифта. Также применяется вариант белых букв на бирюзовом фоне. В случае если основной фон чёрный, также, как правило, используются белые буквы.
Большинство подразделений компании Siemens AG используют торговую марку Siemens как глобальный зонтичный бренд, при этом используя суббренды (например Sintony, SIMATIC, SIMEAS и т. п.). Большое число существующих и исторических суббрендов начинается с SI — сокращённого названия бренда, применяемого в том числе как биржевой тикер. Например:
- SIWAMAT — Siemens Waschvollautomat (нем. Автоматическая стиральная машина Siemens)

В то же время, в силу исторически сложившихся традиций OSRAM GmbH, департамент компании по выпуску светотехники, имеющий собственный правовой статус, использует только зонтичный бренд OSRAM.
К 160-летию компании в сотрудничестве с рекламным агентством Ogilvy & Mather в 2007 году была запущена 4-летняя рекламная кампания, состоящая из четырёх стадий.

### Siemens Answers
В рамках четырёхлетней программы был разработан новый рекламный мотив — Siemens Answers (рус. Ответы Siemens). Компания рассматривает три основных тренда, связанных с развитием общества: демографические изменения, урбанизацию, изменение климата (т. н. мегатренды). Для этих трёх основных трендов были разработаны т. н. Ответы:
- Answers for environment — Ответы для окружающей среды. Связаны с работой компании над технологиями защиты климата и чистой энергией.
- Answers for industry — Ответы для промышленности. Связаны с решениями компании для промышленного производства.
- Answers for life — Ответы для жизни. Связаны с решениями компании для здравоохранения.

## Компании, использующие или использовавшие товарный знак
- Siemens AG — основной бренд

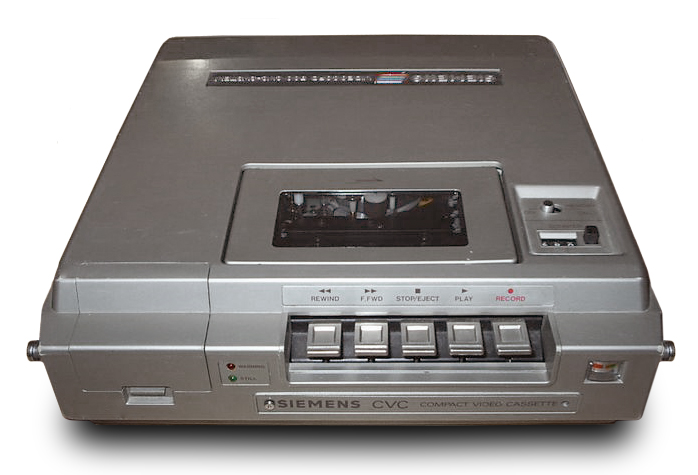
Компания BSH Bosch und Siemens Hausgeräte GmbH выпускала под маркой Siemens аудио и видеотехнику до 1996 года

- BSH Bosch und Siemens Hausgeräte GmbH — дочерняя компания. Бытовая техника под маркой Siemens. Также выпускается техника под марками Bosch, Constructa, Gaggenau, Neff, Thermador, Ufesa, Balay, Coldex, Continental, Lynx Superser, Pitsos, Profilo.
- BVC International GmbH — BVC mit SIEMENS motor (встраиваемые системы пылеудаления). Используется как часть названия торговой марки.
- Glen Dimplex Nordic AS — электронагреватели под маркой Siemens. Компания была основана в 2007 году слиянием Dimplex AS (Ранее Siemens Electrical Heating AS) и Nobo Electro AS. Также выпускает продукцию под марками EWT и Dimplex NOBO.
- BenQ Mobile GmbH & Co. OHG — сотовые телефоны. В 2005 году концерн Siemens AG решил продать Siemens Mobile — подразделение департамента Communication, отвечавшее за выпуск мобильных телефонов, — в связи с неудовлетворительными финансовыми результатами. Подразделение было приобретено компанией BenQ как компания BenQ Mobile GmbH & Co. OHG. Планировалось в течение некоторого времени выпускать аппараты под маркой BenQ-Siemens, а в дальнейшем под маркой BenQ, однако в сентябре 2006 года немецкие офисы BenQ Mobile GmbH & Co. OHG объявили о начале процедуры банкротства.
- Fujitsu Siemens Computers — компьютерная техника под двойным брендом.
- Cinterion Wireless Modules — беспроводные модули и терминалы под маркой Siemens.
- Voith Siemens Hydro Power Generation
- Dräger Medical — компании Siemens AG принадлежит 25 % акций этой компании, что указывается[6] на официальном сайте компании и в логотипе компании в официальных документах (но не в нанесённом на продукты).
- Gigaset Communications GmbH — DECT-телефоны и абонентские устройства под маркой Siemens Gigaset.
- Siemens Enterprise Communications — бывшее телекоммуникационное подразделение Siemens AG, на настоящий момент является совместным предприятием Siemens AG и Gores Group.